# Seirei Tsukai no Bladedance
Seirei Tsukai no Blade dance (精霊使いの剣舞 Seirei Tsukai no Kenbu?) es una novela ligera escrita por Yū Shimizu e ilustrada por Hanpen Sakura, las mismas han sido publicadas por la MF Bunko J de la editorial Media Factory, el primer volumen de ésta se publicó el 24 de diciembre de 2010. Una adaptación al manga Fue publicada en junio de 2012, en la Gekkan Comic Alive de la misma editorial, pero con ilustraciones de Issei Hyōju. La novela también tuvo una adaptación al anime en el estudio TNK, y se transmitió en las cadenas AT-X, Tokyo MX, MBS, TVA y BS11 desde el 14 de julio de 2014 hasta el 29 de septiembre de 2014.

## Argumento
En un mundo donde los espíritus existen y sólo las mujeres tienen el privilegio de hacer contratos con ellos, las damas de nobles familias asisten a el Instituto de Espiritualistas Areisha, donde son entrenadas y le es dada una educación de élite con el fin de que sean buenos espiritualistas. Allí encontramos a Kamito Kazehaya, un estudiante varón que puede hacer algo que se creía imposible; contratar a un espíritu. Siendo el único hombre elementalista del mundo (y también el segundo hombre elementalista en 1000 años) el recibió una invitación de la directora de esta academia, Greyworth Ciel Mais, para hacerse un estudiante de Areisha. Casi llegando, Kamito se pierde en medio de el bosque de espíritus hasta encontrarse con una chica de nombre Claire Rouge, la cual se estaba purificando en un lago. Al ver a Kamito, ella reacciona atacándole, al ficharlo como acosador, pero el pudo esquivar la peor parte de su ataque y luego de una corta charla, descubre que Claire está intentando formar un contrato con un espíritu espada sellado. Entonces él la acompaña con el fin de que ella lo ayude a salir del bosque una vez cumpla su meta. Claire intenta formar el contrato con aquel espíritu, pero falla, causando que éste se ponga salvaje y, con el fin de salvarle la vida, Kamito forma un contrato con aquel espíritu, y quitárselo a Claire, haciendo que ésta se enoje. Sin aceptar el hecho de que él había salvado su vida, Claire acusa a Kamito de haberle robado a su espíritu e insiste que el pagará por ello convirtiéndose en su espíritu contratado. Él, al principio, se niega.

## Personajes

### Equipo Scarlet
Kamito Kazehaya (カゼハヤ・カミト Kazehaya Kamito?)
Seiyū: Makoto Furukawa
Se lo conoce como el único elementalista masculino del mundo. Tiene el pelo oscuro y es de unos 16 años de edad al inicio de la historia. Él forma un contrato incompleto con el espíritu sellado en una espada, Est, al tiempo que responde a una convocatoria de la directora de la Academia Espiritual Are. Antes de ser convocado a la Academia fue criado como un asesino de élite por la Escuela Institucional, donde se acondicionó para convertirse en una persona sin emociones con el fin de hacer de él una herramienta más controlable y desechable. Sin embargo, su vida cambió después de reunirse con el espíritu, Restia. Ella le enseñó sobre el mundo fuera de la escuela, y, en el proceso, reavivó sus emociones. La Escuela Institucional fue atacada y destruida por un espíritu de fuego rampante que le permitió escapar, junto con el artefacto de sellado, un anillo especial que perteneció al primer Rey Demonio, encarcelando a Restia. Un encuentro con Greyworth, antes de que ella se convirtiera en la directora de la Academia, cambió aún más su vida. La habilidades de asesino y asombrosa agilidad que Kamito aprendió en la Escuela de Instrucción junto con las habilidades con la espada enseñadas por Greyworth hacen de él un espadachín temible.
Tomó la identidad femenina de Ren Ashwell para apaciguar la ira del Señor elemental del Fuego, ganando el torneo Blade Dance tres años antes del inicio de la historia, usando a Restia como su arma e iniciando la leyenda de ser la mejor Blade Dancer del mundo.
Claire Rouge (クレア・ルージュ Kurea Rūju?)
Seiyū: Ibuki Kido
Claire es la hija menor de Duke Elstein. Ella heredó el cabello rojo fuego Elstein y ojos, así como la capacidad de la familia para utilizar magia de Fuego. Los Elstein eran grandes nobles que habían servido a la familia real por generaciones desde la fundación del Imperio Ordesian. Hace cuatro años, su hermana mayor, Rubia, la Reina sirviendo bajo el Señor Elemental del Fuego, le arrebató el espíritu de la llama más fuerte, Laevateinn, y desapareció. Indignado por esta traición, el Señor Elemental del Fuego quemó partes del Imperio y no permitiría que cualquier fuego que no sean los de la llama Espíritus deberá existir dentro del Imperio. En el Blade Dance Ren Ashbell al año siguiente apaciguó la ira del Señor del Fuego bastante que él dejó de quemar al azar el Imperio. Como resultado de ese incidente, el ducado Elstein y la fortuna fueron incautados y el duque y su esposa fueron encarcelados en la prisión de Balsas. Aunque Claire no fue enviada a la cárcel, la familia imperial exigió la devolución de Scarlet, su espíritu elemental. Sin embargo, Greyworth intercedió por ella, diciendo que Claire se convertiría en un excelente elementalista en su Academia. La fuente de su asignación en la Academia es desconocida, pero es suficiente para ella vivir frugalmente. Habiendo crecido con los funcionarios, nunca aprendió a cocinar y sus intentos de preparación de los alimentos por lo general terminan quemados.
Después de que Claire aceptó la oferta de Greyworth, dejó caer el nombre de la familia Elstein y asiste a la Academia Espiritual Areishia bajo el alias Claire Rouge. Inicialmente una niña dócil y tímida Claire se ha fortalecido con el fin de ganar el Blade dance y averiguar las razones de las acciones de su hermana. Debido al ostracismo como la hermana de la Reina de la Calamidad, que tiene poca confianza en nadie más que a Scarlet. Claire ha estudiado intensamente para convertirse en uno de los mejores alumnos de la escuela y convertirse en un estratega capaz. El Hechizo favorito de Claire es la bola de fuego, y ella puede participar ya sea a corta / media distancia con la lengua de la llama (forma Waffe de Scarlet de un látigo) de medio / largo alcance con la magia de Fuego. Su posición en las tácticas de equipo es el de estratega guardia para que pueda analizar y tácticas del plan sobre la base de los enemigos se mueve durante la batalla, mientras le prestan apoyo.
Ellis Fahrengart (エリス・ファーレンガルト Erisu Fārengaruto?)
Seiyū: Shizuka Ishigami
Ellis pertenece a la Noble Familia Militar , Fahrengart .Su talento como un elementalista se reveló desde una edad muy temprana y ella es una candidata para convertirse en "Caballero Espiritual del Imperio" .Estaba decidida a ser un espléndida caballero al igual que su hermanastra, Velsaria Eva Fahrengart .En la "Blade Dance" de hace 3 años atrás , hubo un "chica", Ren Ashwell,  que participó con la misma edad de Ellis y que abrumadoramente derrotó a Velsaria .Llena de admiración , adquirió el objetivo de ser como ella.
Es la líder de los Sylphid, el comité de seguridad escolar de la academia, las cuales se distinguen del resto de los alumnos al llevar una armadura ligera celeste.
Ademas de ser una experta espadachina, Ellis controla magia de viento gracias a su espíritu contratado, Simorgh, además de usarlo como una lanza tridente.
Rinslet Laurenfrost (リンスレット・ローレンフロスト Rinsuretto Rōrenfurosuto?)
Seiyū: Kana Yūki
Rinslet pertenece a la noble familia Laurenfrost .Ella es la mayor de tres hermanas .Rinslet aprendió a cocinar y hacer las tareas del hogar por tener que cuidar de sus dos hermanas menores .Su hermana, Judía Laurenfrost fue maldecida por el "Rey Espíritual de Agua" y quedó encerrada en hielo que nunca se derrite .Para libera a su hermana, ella decidió participa en el "Blade Dance". Inicialmente tenía su propio equipo, pero tras ser atacadas, sus propias compañeras la instan a unirse al Equipo Scarlet y derrotar a Velsaria, quien habia retornado a la academia.
Su especialidad es el ataque a distancia usando un arco y flechas hechas con su magia de hielo, aportada por su espíritu, Fenrir.
Fianna Ray Ordesia (フィアナ・レイ・オルデシア Fiana Rei Orudeshia?)
Seiyū: Saori Ōnishi
Fianna, conocida anteriormente como La Reina perdida (失われた女王 Ushinawareta Joō?) es la segunda princesa de la familia real Ordesia, así como una elementalista del Equipo Scarlet, su contrato espiritual es con Georgios. Tiene el cabello largo de color violeta, sus ojos son del mismo color, ella es de una estatura promedio y de figura esbelta con una tez clara. Viste un uniforme escolar diferente al resto de las estudiantes de la Academia Espiritual Areishia.
Es la única que conoce la verdadera identidad de Ren Ashwell, pero prometio a Kamito conservar el secreto. Se unió a la academia y al Team Scarlet para poder limpiar su honor.

### Espíritus
Terminus Est (テルミヌス・エスト Teruminusu Esuto?)
Seiyū: Ai Kakuma
Terminus Est o simplemente Est, es el espíritu contratada de Kamito. Ella es una de la más poderosa "Espíritu de Acero(o Espada)". En su forma "elemental waffe" ella se transforma en una espada nombrada como "Demon Slayer" , también conocida como "Demon King Killing Sacred Sword" o "La Espada Sagrada de Severian". Después de heredar una parte de los poderes de Restia se convirtió en la "Espada de Rey Demonio", Terminus Est Zwei.
Cuando está en su forma humanoide, le gusta acosar e insinuarse a Kamito, de manera inocente.
Restia Ashdoll (レスティア・アッシュドール Resutia Asshudōru?)
Seiyū: Yōko Hikasa
"Restia Ashdoll" es el espíritu contratado de Kazehaya Kamito. Ella es una "Espíritu de Oscuridad" de Clase alta , tiene forma humana .Su forma "elemental waffe" es una espada demoníaca de color negro azabache llamada "Espada Vorpal" , también es conocida como la "espada que atraviesa la verdad".
Scarlet (スカーレット Sukāretto?)
Es el espíritu de Claire, un gato bordó que puede evolucionar en una especie de puma con cabellos de fuego. Su forma Elemental Waffe es la de un látigo negro que puede imbuir llamas. Rivaliza frecuentemente con Fenrir y parece entender los sentimientos de Claire
Fenrir (フェンリル Fenriru?)
Es el espíritu de Rinslet, tiene forma de lobo con partes de su pelaje congeladas. Su forma elemental es el arco que usa Rinslet para disparar las flechas de hielo. Es fiel y un poco menos accesible que Scarlet
Simorgh (シムルグ Shimurugu?)
Es el espíritu de Ellis, un halcón de plumajes verdosos, el cual, al pasar a su forma elemental, se transforma en un tridente con el que su portadora puede lanzar fuertes ventiscas. Además puede volar a velocidades supersónicas.
Georgios (ゲオルギウス Georugiusu?)

## Media

### Novelas ligeras
| Número | Título                                                                      | Fecha de lanzamiento     | ISBN                   |
| ------ | --------------------------------------------------------------------------- | ------------------------ | ---------------------- |
| 01     | Seirei Tsukai no Bladedance: La Espada, La Escuela y La Chica Gato de Fuego | 24 de diciembre de 2010  | ISBN 978-4-8401-3675-4 |
| 02     | Seirei Tsukai no Bladedance: Reina Perdida                                  | 25 de febrero de 2011    | ISBN 978-4-8401-3824-6 |
| 03     | Seirei Tsukai no Bladedance: Promesa de Viento                              | 25 de mayo de 2011       | ISBN 978-4-8401-3930-4 |
| 04     | Seirei Tsukai no Bladedance: El Blade Dance                                 | 25 de agosto de 2011     | ISBN 978-4-8401-4202-1 |
| 05     | Seirei Tsukai no Bladedance: Demon Slayer                                   | 25 de noviembre de 2011  | ISBN 978-4-8401-4299-1 |
| 06     | Seirei Tsukai no Bladedance:La Remembranza del Espíritu Oscuro              | 24 de febrero de 2012    | ISBN 978-4-8401-4386-8 |
| 07     | Seirei Tsukai no Bladedance:El Más Fuerte Blade Dancer                      | 25 de mayo de 2012       | ISBN 978-4-8401-4580-0 |
| 08     | Seirei Tsukai no Bladedance:La Noche antes de la Final                      | 24 de agosto de 2012     | ISBN 978-4-8401-4684-5 |
| 09     | Seirei Tsukai no Bladedance:Fuego Cruzado                                   | 22 de noviembre de 2012  | ISBN 978-4-8401-4874-0 |
| 10     | Seirei Tsukai no Bladedance:El Despertar del Rey Demonio                    | 25 de febrero de 2013    | ISBN 978-4-8401-4983-9 |
| 11     | Seirei Tsukai no Bladedance:El Asesinato del Señor Elemental                | 25 de julio de 2013      | ISBN 978-4-8401-5225-9 |
| 12     | Seirei Tsukai no Bladedance:Liberación de la Espada Sellada                 | 25 de noviembre de 2013  | ISBN 978-4-04-066075-2 |
| 13     | Seirei Tsukai no Bladedance:La Reina de las Flores de Hielo                 | 25 de abril de 2014      | ISBN 978-4-04-066383-8 |
| 14     | Seirei Tsukai no Bladedance:Agitación en la Capital Imperial                | 24 de julio de 2015      | ISBN 978-4-04-066915-1 |
| 15     | Seirei Tsukai no Bladedance:El Rey Dragón de Dracunia                       | 25 de febrero de 2016    | ISBN 978-4-04-068037-8 |
| 16     | Seirei Tsukai no Bladedance:El Regreso Triunfal del Rey Demonio             | 24 de febrero de 2017    | ISBN 978-4-8401-3675-4 |
| Extra  | Seirei Tsukai no Bladedance:Elemental Festa                                 | 25 de octubre de 2017    | ISBN 978-4-0406-9345-3 |
| 17     | Seirei Tsukai no Bladedance:La Reina de la Ciudad del Rey Demonio           | 24 de febrero de 2018    | ISBN 978-4-0406-9740-6 |
| 18     | Seirei Tsukai no Bladedance:Retomando la Capital Imperial                   | 25 de mayo de 2018       | ISBN 978-4-0406-9922-6 |
| 19     | Seirei Tsukai no Bladedance:Desaparición de la Santa Capital                | 25 de septiembre de 2018 | ISBN 978-4-0406-5094-4 |
| 20     | Seirei Tsukai no Bladedance:Fuerza Verdadera                                | 25 de marzo de 2019      | ISBN 978-4-0406-5630-4 |

### Manga
| N.º | Fecha de lanzamiento    | ISBN original          |
| --- | ----------------------- | ---------------------- |
| 1   | 23 de febrero de 2013   | ISBN 978-4-04-066804-8 |
| 2   | 23 de agosto de 2013    | ISBN 978-4-04-066805-5 |
| 3   | 22 de marzo de 2014     | ISBN 978-4-04-066502-3 |
| 4   | 22 de noviembre de 2014 | ISBN 978-4-04-066894-9 |
| 5   | 23 de febrero de 2016   | ISBN 978-4-04-068250-1 |
| 6   | 23 de marzo de 2017     | ISBN 978-4-04-069124-4 |

## Anime

### Episodios
| N.º   | Título | Fecha de Emisión         |
| ----- | --- | ------------------------ |
| 1     | «La espada, la escuela y la chica del gato de fuego» «Ken to Gakuen to Hineko Shōjo» (剣と学院と火猫少女) | 14 de julio de 2014      |
| 2     | «Danza de espadas a la medianoche» «Mayonaka no Kenbu» (真夜中の剣舞)                                     | 21 de julio de 2014      |
| 3     | «La espada sagrada que mató al Rey Demonio» «Maō-Goroshi no Seiken» (魔王殺しの聖剣)                      | 28 de julio de 2014      |
| 4     | «El Bladedancer más poderoso» «Saikyō no Bureiku Dansā» (最強の剣舞姫)                                    | 4 de agosto de 2014      |
| 5     | «Reina perdida» «Kuchi Sutokuīn» (口ストクイーン)                                                         | 11 de agosto de 2014     |
| 6     | «El sucesor del Rey Demonio» «Maō no Kōkeisha» (魔王の後継者)                                             | 18 de agosto de 2014     |
| 7     | «Batalla en la ciudad minera» «Kōzan Toshi no Tatakai» (鉱山都市の戦い)                                   | 25 de agosto de 2014     |
| 8     | «Equipo Scarlet» «Tīmu Sukāretto» (チーム・スカーレット)                                                  | 1 de septiembre de 2014  |
| 9     | «Pacto del viento» «Kaze no Seiyaku» (風の誓約)                                                           | 8 de septiembre de 2014  |
| 10    | «Sylpheed» «Shirufīdo» (風王騎士団)                                                                       | 15 de septiembre de 2014 |
| 11    | «La noche de la Valentía» «Varentia no Yoru» (ヴァレンティアの夜)                                         | 22 de septiembre de 2014 |
| 12    | «Ren Ashbell» «Ren Atsushibeyuru» (レン・アツシベユル)                                                    | 29 de septiembre de 2014 |
| OVA 1 | «Festival de la Imperial Ciudad Espiritual» «Teito no Seirei Taisai» (帝都の精霊大祭)                     | 7 de octubre de 2014     |
| OVA 2 | «Cuidados de Est» «Esuto, Kanbyō Suru» (エスト、看病する)                                                 | 4 de noviembre de 2014   |
| OVA 3 | «El trabajo parcial secreto de la Princesa» «Ohimesama no Naisho no Arubaito» (お姫様の内緒のアルバイト)  | 4 de diciembre de 2014   |
| OVA 4 | «Perseguir a los grandes espíritus de La Leyenda» «Densetsu no Kyonyū Seirei o oe» (伝説の巨乳精霊を追え) | 7 de enero de 2015       |
| OVA 5 | «El Negro bote de la Batalla de la Oscuridad» «Senritsu no Yaminabe Batoru» (戦慄の闇鍋バトル)            | 4 de febrero de 2015     |
| OVA 6 | «Los elementalistas en su día de descanso» «Seirei Tsukai no Kyūsoku» (精霊使いの休息)                    | 4 de marzo de 2015       |